# Isthmomys pirrensis
Isthmomys pirrensis és una espècie de mamífer rosegador de la família dels cricètids. Viu a altituds d'entre 100 i 500 msnm a Colòmbia i Panamà. Els seus hàbitats naturals són els boscos montans i les selves nebuloses. És una espècie en risc mínim, és a dir, no sembla que hi hagi cap amenaça significativa per a la seva supervivència. El seu nom específic, pirrensis, significa ‘de Pirri’ en llatí.